# Marián Had
Marián Had (Nitra, Eslovaquia, 16 de septiembre de 1982) es un futbolista eslovaco. Juega de defensa y su actual equipo es el O. F. K. Branč.

## Selección nacional
Ha sido internacional con la selección de fútbol de Eslovaquia en 14 ocasiones.

## Clubes
| Club                                    | País            | Año       |
| --------------------------------------- | --------------- | --------- |
| M. F. K. Ružomberok                     | Eslovaquia      | 2001-2004 |
| 1. F. C. Brno                           | República Checa | 2004-2006 |
| F. C. Lokomotiv Moscú                   | Rusia           | 2006-2009 |
| Sporting C. P. (cedido)                 | Portugal        | 2007-2008 |
| A. C. Sparta Praga (cedido)             | República Checa | 2008-2009 |
| Š. K. Slovan Bratislava                 | Eslovaquia      | 2010-2012 |
| F. C. DAC 1904 Dunajská Streda (cedido) | Eslovaquia      | 2012      |
| Győri ETO F. C.                         | Hungría         | 2013-2014 |
| F. K. Dukla Banská Bystrica             | Eslovaquia      | 2015-2016 |
| F. C. Petržalka 1898                    | Eslovaquia      | 2017      |
| A. S. K. Kottingbrunn                   | Austria         | 2017-2018 |
| O. F. K. Branč                          | Eslovaquia      | 2018-     |

## Palmarés

### Títulos nacionales
| Título                  | Club                    | País       | Año  |
| ----------------------- | ----------------------- | ---------- | ---- |
| Superliga de Eslovaquia | Š. K. Slovan Bratislava | Eslovaquia | 2011 |
| Nemzeti Bajnokság I     | Győri ETO F. C.         | Hungría    | 2013 |